# Tポイント

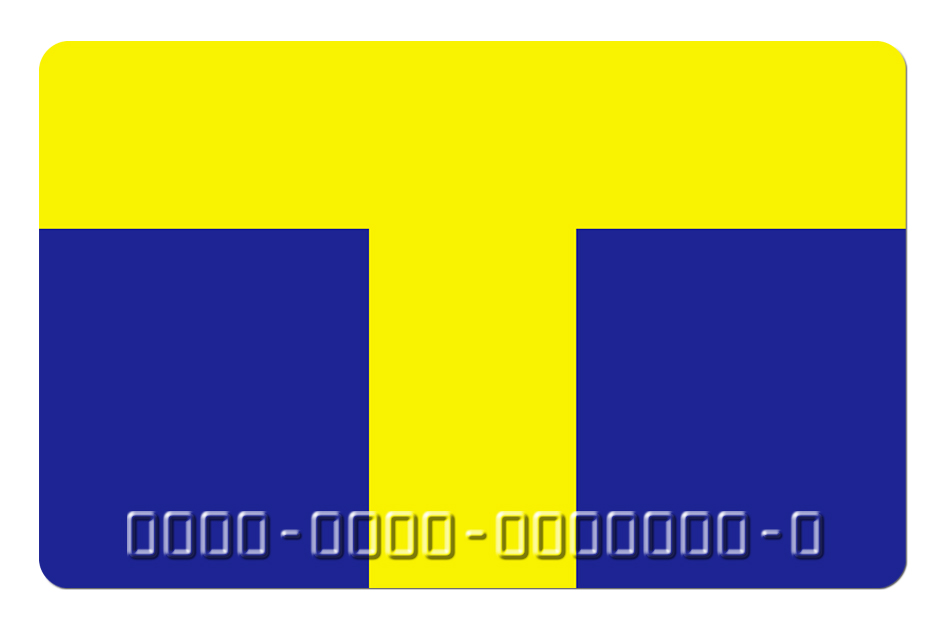
Tカード（Vポイントカードへ改称されるまで、ほとんどの店舗で発行していたデザイン）

Tポイント（ティーポイント）は、カルチュア・コンビニエンス・クラブ（以下、CCC）のグループ会社である、CCCMKホールディングス株式会社(CCCMKHD)が展開していたポイントプログラムである。2024年4月22日に、旧来のVポイントを吸収の上で、Vポイントへ改称し名称が消滅した。
CCCMKホールディングス株式会社（英: CCC MK HOLDINGS Co.,Ltd.）が運営し、同社は統合後のVポイントの運営も引き継いでいる。また以前は、サービスに伴う預り金の管理は子会社の株式会社Tポイントが担当していた。

## 概要
1枚のポイントカード（Tカード）で、TSUTAYAでの会員証や、各提携先でのポイントの貯蓄・利用ができる。楽天ポイント、dポイント、Pontaなどの共通ポイントサービスの走りとも言える。また、Tカードを提示して購入した個人情報をデータベース化し商品開発等のために提携先に販売する事業モデルである。2014年11月1日より、利用状況を拒否の設定を改めてしない限り無条件に自動的に許可をすることになる規約変更が行われた。TSUTAYAでのビデオのレンタル履歴からネット通販の購入履歴までさまざまな情報を提携先に販売している。
サービス開始当初は、TSUTAYAのレンタル会員証を提携先で提示するとTSUTAYAで利用できるTポイントが付与されるサービスだったが、現在では提携先においても従来のポイントサービスをTポイントに完全移行して提携先同士でポイントの共通化を行っているところもある。
カルチュア・コンビニエンス・クラブの増田宗昭はTポイントの名称の由来について「よくTポイントはTSUTAYAからきていると言われるが、そうではない。TポイントのTは、デザインが「T」はキレイ、それで「T」がいいんじゃないかと、直感（で決めた）」と説明した。
Tポイントは提携先によってポイント付与率・ポイント還元率が違うが、ほとんどの提携先が支払い額100円か200円につき1ポイント付与・1ポイント使用につき1円還元である。ポイントの有効期限は、ポイントの変動があった日（ポイントが貯まったり、ポイントを使用した日）から1年間となっている。
Tカード共通サービス非加盟店など、一部店舗で発行されているTカードにはTポイントが付与できない。
店頭で本サービスを利用するためにはプラスチック製のポイントカードまたはTカードが付与されたクレジットカードや会員カードの提示が必要だが、スマートフォンアプリで「モバイルTカード」の設定をすれば一部提携先でアプリに表示されたバーコードを読み取ることでポイントサービスを利用することが出来る。また、おサイフケータイに対応している携帯電話・スマートフォンに楽天Edyをインストールし、「Edyでポイント設定」でTポイントが貯まるように設定している場合、楽天Edyを導入している店舗において、おサイフケータイの楽天Edyで支払った場合、Tポイントが付与できたが、2020年11月にTポイントが貯まるサービスは終了となった。
2012年5月10日、Tポイントを利用する会員数が4000万人を突破したことが発表された。なお、ライバルの共通ポイントPontaが先に、2012年2月5日に会員数4000万人を突破したことが発表された。ただしTポイント会員数の公式発表は、Tカードを複数枚持っている人を名寄せし、重複を除いている。
2022年10月3日、三井住友フィナンシャルグループ（SMBCグループ）傘下の三井住友カードが運営しているポイントサービスのVポイントと2024年春頃を目処に統合することを発表した。
2023年6月13日、新ポイントプログラムの名称を明らかにし、新名称は「Vポイント」にすることを発表した。なお、新ロゴについてはTポイントの配色である青色と黄色を引き継ぐとしている。
2024年1月9日、Vポイントとの統合日時を同年4月22日にすることを発表した。TポイントをVポイントに改称し、旧VポイントをTポイントに統合する形を取る。
2024年4月22日、Vポイントへの改称に伴い、Tポイントの名称は消滅した。なお、Tカードについては、デザインTカードやクレジット機能付きTカードなど名称を継続している。

## Tカード
会員番号の上4桁は、カード発行元ごとに割り当てられている。
Tカードは入会・入手後即座に利用可能だが、入会後数時間は他店では利用できない場合がある。
提携先によってはカード発行時に申込用紙の記入が必要になる場合と、申込時にカードをその場で発行し、後で情報の登録が必要になる場合があり、後者の場合は情報登録が完了しないとポイント加算以外の機能が制限される。
Vポイント移行後の、Vポイントカードも同様だが、プロパーのカードは発行されず、Tカードの在庫で対応する（在庫が切れた店舗では発行できない）。

### TSUTAYA店頭（0000）
2004年3月までは利用店舗ごとにカードが必要であったが、2004年4月以降は1枚のカードで利用できるようになった。
2003年10月のTポイントサービス開始前に発行されたTSUTAYA会員証でもカードが有効であれば本サービスは利用できる。発行時期や店舗によっては0000から始まる16桁の番号ではなく、9桁の番号になっている事がある。
2005年までにレンタル機能がない物販ポイントカードが追加され、入会金等負担なし・本人確認書類の提示なしで入会可能となった。
レンタル機能なし会員証

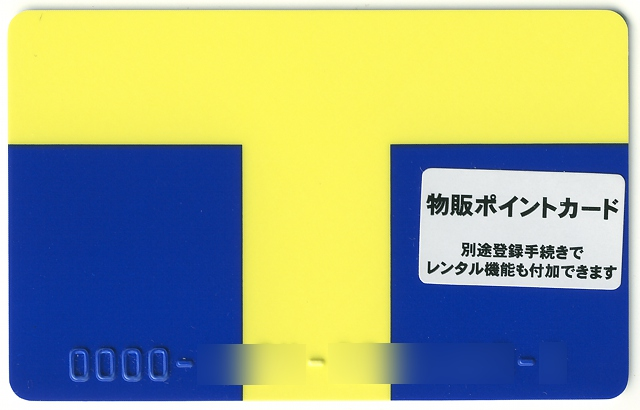
TSUTAYA・レンタル機能なし会員証のデザイン一例。

現在はレンタル機能がないTカードでもレンタル機能の有無を区別するための物販ポイントカードのシールが貼られていないものが多く、また、後述のようにレンタル会員の有効期限が切れると自動でレンタル機能のない会員証となるため、カード裏面に記載のレンタル有効期限を確認しないとレンタル機能の有無を確認できない場合が多い。
レンタル機能がないTカードの発行には身分証明書やレンタル登録料は不要。
レンタル機能があるTカードの発行には身分証明書（顔写真のあるものは単体でも可だが学生証（生徒手帳）や保険証などは公共料金の領収証/消印が押されていて住所が印字されている郵便物/住民票や印鑑証明書などの現住所の記載がある書類のいずれか）・各店舗が定めているレンタル登録料・店舗により年会費が必須となる。
TSUTAYA発行のレンタル機能がないTカード・TSUTAYA以外のTカードが発行可能な提携店舗で発行されたTカードへのレンタル機能の登録・レンタル有効期限が失効したTカードへのレンタル機能の再登録には、レンタル機能を追加するTカードも必要となる。
TSUTAYAではクレジット機能がないTカードでもレンタル機能の有無が選択可能であるため、入会時にレンタル機能の有無を伝える。まずはTSUTAYAのカウンターでTカードの入会とレンタル機能の有無を伝えてその場で入会申込書を記入する。書いた入会申込書と必要なものをカウンターに出して会員規約・レンタル・カードの説明を聞いてカードに署名すれば使えるようになる。
レンタル機能があるTカードのレンタル有効期限が失効しても有効なTカードであればレンタル機能なしの会員証として引き続き使用可能であるが、1年間ポイントの変動が無い場合はポイントも失効となり、レンタル有効期限から1年以上使用がなかった場合はカードは無効となる。
多くのTカード提携店舗で無効なTカードを使用してもポイントの表示があるものの、ポイントは貯まらない。提携店舗のレシートにはその旨が記載されていることがある。

### Tカードの発行を行っている提携先
TSUTAYA以外の一部提携店舗ではレンタル・クレジット機能がないTカードのみ発行となるため、レンタルを付ける場合はTSUTAYA店舗へ赴き、カードとレンタル機能があるTカードを発行する際に必要なものを持参する必要がある。
カメラのキタムラ（9012）
2006年10月より従来のキタムラポイントカードを移行する形で発行開始。
富士シティオ（9170）
2007年8月より富士シティオが関東で経営するFuji、デリド、フルハウス店舗で利用可能。
TSUTAYAのフランチャイズでもある。
アイシティ（9188）
2009年9月28日よりTカードの発行・Tポイントの付与を開始。
GREEN DOG ※
2010年7月1日より、発行・取り扱い開始。
お買い物時に（ネット・実店舗で）発行。
L-club（9023） ※
2011年8月1日より発行開始。
毎日新聞
定期講読により6ヶ月ごとにひと月あたり30ポイントまたは39ポイント貯まる。「なるほドリTカード」を発行していたが、2021年10月31日をもって新規発行終了。
スルガ銀行
銀行ローン（リザーブドプラン）利用者向けでローンでポイントがたまり、返済にポイントが使える。
インターネット支店のTポイント支店で発行されているデビットTカードでは税込200円利用ごとに1ポイントが後日貯まる。
ウエルシア薬局・シミズ薬品・丸大サクラヰ薬局・よどや・クスリのマルエ・コクミン・ふく薬品・ププレひまわり（ウエルシアグループ/ハピコム）
2012年3月13日より、関東地区の「ウエルシア」店頭で「ウエルシアTカード」の発行・取扱い開始。
旧「ドラッグてらしま」の店舗でもTポイント導入時から随時Tカードを発行している。
同年10月から旧ウエルシア関西運営の店舗で、2014年7月4日から旧高田薬局運営の店舗でそれぞれ順次導入された。
また、2015年3月1日に同じハピコムに参加しているタキヤとシミズ薬品がウエルシアグループ入りしたことに伴い、タキヤでは同年6月1日から、シミズ薬品では同年7月1日から順次導入した。
同年9月1日からウエルシアグループ傘下になったCFSコーポレーション運営のハックドラッグ各店では2016年1月からTポイントカードの発行を開始。Tポイントサービスは3月1日より開始。
2017年9月1日からウエルシアグループ傘下になった丸大サクラヰ薬局運営のハッピー・ドラッグ、ドラッグ・オー、ハッピー調剤薬局各店では2017年9月1日より導入開始。Tカードの発行受付は2017年7月20日より先行して開始している。
2018年3月1日からウエルシアグループ傘下になった一本堂では2018年2月からTポイントカードの発行を開始。 以前のポイントカードは2018年3月2日から2019年2月28日まで貯めたポイントを1ポイント1円換算で割引いて購入出来た。
2019年6月3日からウエルシアグループ傘下になった金光薬品では、グループ傘下前の2013年8月より独自でTカードを導入していた。
2020年3月2日からウエルシアグループ傘下になったよどや運営のよどやドラッグでは2020年3月2日より導入開始。
同年6月1日からウエルシアグループ傘下となったクスリのマルエ運営のマルエドラッグではグループ傘下前の2017年2月1日より独自でTカードを導入していた。
2021年12月1日からウエルシアグループ傘下になったププレひまわり運営のスーパードラッグひまわり・サプラスでは2023年11月1日より導入開始。Tカードの発行受付は同年9月15日より先行して開始している。
2022年6月1日からウエルシアグループ傘下になったコクミンでは2022年9月1日より導入開始。
2022年12月1日からウエルシアグループ傘下になったふく薬品では、グループ傘下前の2017年7月から8月にかけて独自でTカードを順次導入していた。
2023年1月24日から一部の店舗で導入を開始しているWAON POINTとのダブルポイント付与（二重取り）に対応している。
ENEOS（9005） ※
2012年4月1日より発行開始。
ガソリン・軽油は2Lにつき1ポイント付与。一部店舗ではTカード提示で会員価格で給油ができる。
MADOショップ
2011年より一部店舗をのぞいて発行開始。YKK APが展開するフランチャイズのリフォームショップ。
ドラッグストアmac（9025）
2011年から発行開始。旧macカードは2011年9月15日でTカードへと切り替えられた。なお、高知県の店舗で2011年9月1日より先行してTポイントサービスが開始となっている。
ドラッグユタカ（9053）
2012年6月より発行され、7月2日よりポイント加算が開始された。
これに伴い、従来のユタカポイントサービスは終了するが、2012年12月31日までは「還元期間」として店舗でも取り扱いが可能だった。
マルエツ
2012年11月29日より一部店舗でのポイントサービスおよびマルエツ仕様のTカードの発行を開始。2013年2月22日までに鮮魚専門店の「魚悦糀谷店」を除く「マルエツ」「マルエツプチ」「リンコス」「魚悦」全店で導入完了。一部店舗で導入されていた従来の「マルエツポイントカード」は、サービス開始前日までポイント付与可能となり、2013年3月31日で廃止となる。
マミーマート（9133）
2014年9月1日よりマミーマート仕様のTカードの発行を開始。
従来のポイントカードは、サービス開始前日までポイント付与可能となり、2014年11月30日で廃止となる。
オリオン書房
2014年12月からオリオン書房仕様のTカードを発行開始。
エディオン
2015年4月20日よりTカードの発行を開始。なお、エディオン独自のエディオンカードやあんしん保証カードは継続されているが、ポイントを貯められるのはTカード・エディオンカード・あんしん保証カードのいずれか1枚のみとなる。
東武ストア
2015年9月24日より東武ストア仕様のTカードを発行開始。
なお、東武ストア独自のポイントカードはサービス開始前日までポイント付与可能となり、2016年3月31日で廃止となる。
島忠
2017年9月5日から9月28日にかけて、ホームセンターの「島忠」「ホームズ」全店でTポイントサービスを導入。島忠仕様のクレジット機能無しTカードのほか、ポケットカードと提携したクレジットカードタイプのTカードも発行する。
2021年にニトリホールディングスの傘下に入ったことに伴い、島忠・ニトリ共通ポイントに一本化するため、2023年8月31日付でTポイントの取り扱いを終了することを同年2月に発表した。
WonderGOO・新星堂
2016年7月1日からTポイントサービスおよび、WonderGOOグループ仕様のTカードの発行を開始。アプラス発行のTカードプラスの発行受付も行っている。なお、新星堂は一時期TSUTAYAとフランチャイズ契約を結んだ関係で、2007年〜2008年にかけて一部店舗でTカードの発行およびTポイントサービスを行っていた事がある。
ファミリーマート（9072、2014年7月5日からは9083でも発行） ※
2007年11月20日より、ファミリーマートが「ティーポイントプログラム」へ参加し、ファミリーマート子会社のファミマクレジット（現在はポケットカードに吸収合併）が発行する「ファミマカード」を「Tカード」が一体になった「ファミマTカード」への切替および新規発行を開始した。
2014年7月4日までは原則としてクレジット機能がついたファミマTカードのみ受付を行っており、クレジットカードの発行が出来ない申込者（未成年者も含む）に限りポイント機能のみのファミマTカードを行っていたが、2014年7月5日からはクレジット申込の有無に関わらずファミリーマート店頭でポイント機能のみのファミマTカードが発行できるようになった。
2014年7月4日までに発行されたファミマTカード（ポイントカード）にはクレジットカードなどと同様に5年間の有効期限が設けられているが更新時に有効期限・名前のローマ字の刻印がない会員番号のみが刻印された店頭で即時発行できるものと同じファミマTカードが送られてくる。
2015年9月1日からはジャパンネット銀行（現：PayPay銀行）と提携して、「ファミマTカード（Visaデビット付キャッシュカード）」の発行も開始した。

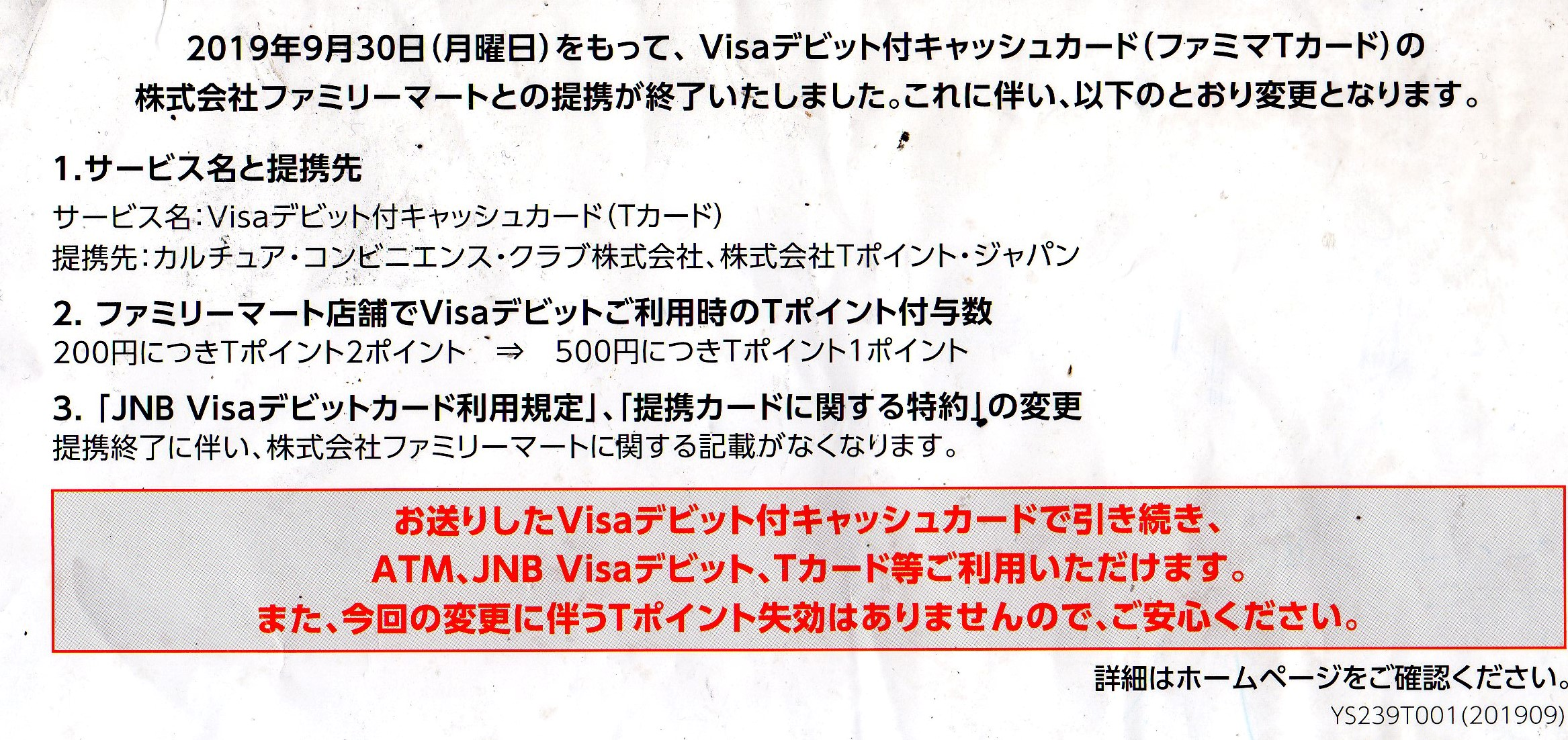
ジャパンネット銀行のTカードの扱い変更

2019年5月20日をもって「ファミマTカード（Visaデビット付キャッシュカード）」の発行を、2019年5月31日をもってファミマTカード（ポイントカード）の店頭発行をそれぞれ終了した。クレジット機能のあるファミマTカードの申込受付および、発行済カードのポイント付与・利用のサービスは継続（「ファミマTカード（Visaデビット付キャッシュカード）」はすでに発行していて、盗難・紛失などは同様のカードが再発行できる。盗難・紛失の場合は口座番号以外すべて変わる。カードフェイスはそのままだがファミリーマートとの提携は解消しており、提携先はCCCのみとなっている）。
2019年10月以降、店舗によってはファミマTカードではなく、通常のTカード（クレジット機能なし）の店頭発行を行っている事がある。
※印のついた提携先の店頭で発行されるカードは発行店での個人情報の記入は行わず、インターネットのサイト上で会員登録をする形となる。その際、Yahoo! JAPANのアカウントが必要となる。

### Tカードの発行を行っているTSUTAYAのフランチャイジー
TSUTAYAすみや
TSUTAYAすみやは現在、カルチュア・コンビニエンス・クラブのフランチャイズであるため、カード番号はTSUTAYAと同様に0000で始まる。
また、クレジットカードが付与されたTSUTAYAアプラスWカード（後述）も発行している。
なお、TSUTAYAすみや以外の店舗ではTカードの発行を行っていない。
オー・エンターテイメント（9桁）
TSUTAYA WAYにおいて従来から発行していたWAY CARDにおいてTポイントとの連携を実施している。
なお、近年は書籍購入でもポイントが付与される独自のOEカードを展開しており、TSUTAYA WAY店舗でのみ使用できるOEカードではTポイントが付与されない。

### かつてTカードの発行を行っていた提携企業
これらの提携企業で発行したTカードもほかのTカードと同様、カード有効期限の1年以内に利用があれば有効期限は延長されるため、提携終了後も発行元以外での利用は可能である（発行元が取扱いを終了している場合は、発行元では使用できないが他社では使用できるTカードとなる）。
ワーナー・マイカル・シネマズ
2009年6月27日をもってTカードの発行とTポイントの取り扱いを終了。
ブックオフ（9092）
2007年10月1日より導入。それまで発行されていたブックオフ会員証は移行前日の9月30日限りでサービスを終了した（ブックオフ会員証に保有してあったポイントは移行されずに消失するため、それを使い切る必要があった）。これにより、サービス券による割引はTポイントによる割引に変更された。なお、既にTカードを持っている場合はそのまま移行し、ブックオフTカードは発行できない。
移行直後にカード製造過程で同一番号のカードが複数枚発行されていたことが判明し、2007年11月3日から11日までカードの新規発行を中止した。
カルチュア・コンビニエンス・クラブとのTポイント契約の期間満了に伴い、2010年9月30日をもってブックオフにおけるTカードの発行とTポイントの取り扱いを終了した。
やる気スイッチグループ
2016年4月30日をもってTカードとTポイント付与の取り扱いを終了した。
ポイント
2011年3月31日をもってTカードの発行とTポイントの取り扱いを終了。
アウトソーシング
スリーエフ・q's mart・gooz
2008年12月15日よりカード発行・ポイント付与を開始。
四国地区以外で発行する場合、親会社の富士シティオとスリーエフのロゴが並んでつく。
ローソン・スリーエフの店舗は、Ponta並びにdポイントクラブを提供しているため、Tポイントの対象外。
2018年1月をもってスリーエフおよびq's mart店舗が消滅したため、Tポイントの取り扱いを終了。gooz店舗もPOSシステムの切り替えによりTポイントのサービスを終了。
クイーンズ伊勢丹
2016年8月1日よりクイーンズ伊勢丹仕様のTカードを発行開始。
なおクイーンズ伊勢丹独自のポイントカードはサービス開始前日までポイント付与可能となり、2017年12月まで有効。
Tポイントのサービスは2018年3月31日をもって終了。
ドトールコーヒー（9116） ※
2009年11月25日よりTカードの発行・Tポイントの付与を開始。
ドトールとエクセルシオールカフェブランドの2種類があった。
2019年4月19日にTポイントの取り扱いを終了し、2023年8月1日にモバイルTカードに限り取り扱いを再開。
レッドキャベツ
2012年9月1日よりポイント加算が開始された。これに伴い、従来のレッドキャベツポイントカードは前日の8月31日をもって廃止された。
固定資産の取得によるマックスバリュ九州（現・イオン九州）への運営移管に伴い、2020年3月20日までに全ての店舗でのTポイントの取扱を終了。翌3月21日よりイオングループのWAON POINTへ切り替わった。
ドラッグイレブン
2011年7月1日、Tポイントとの提携を開始。2020年5月に、それまでのJR九州グループから「ツルハドラッグ」として同業のドラッグストア事業を展開するツルハホールディングス傘下に入ったことで、2021年9月をもってTポイントの取り扱いを終了。10年に渡るTポイントとの提携を終えた。10月以降はツルハドラッグ同様、楽天ポイントと提携している。
ソフトバンク（9655）
2014年7月利用分から、SoftBankブランドの音声契約のポイントをTポイントに変更したことに伴い、2014年6月より発行開始。2022年4月1日からソフトバンクポイントを提供するのに伴い、Tポイントの付与は同年3月31日で終了。
SBペイメントサービス（9656）
2015年2月より、VISA提携のプリペイドサービス開始に伴い、ソフトバンクモバイルのSoftBankブランド音声端末利用者向けに発行開始。

## Tポイントの使い方

### 有効期限
Tカードの有効期限は発行日より1年間（国際ブランドカード一体型のものはカード記載の有効期限まで）、Tマネーの有効期限は最終利用日から10年間となっている。
国際ブランドカード一体型以外のTカードの有効期限は過去1年間に1回でも利用があれば自動的に1年間有効期限が延長される。TSUTAYAでレンタル登録（再登録含む）を行った場合は登録した日から1年間に変更される。レンタル有効期限は自動で延長されず、レンタル継続手続きをしない場合はそのまま物販会員扱いとなり、TSUTAYAでレンタル利用するためには再度レンタル登録が必要となる。
ポイントの有効期限は最後にポイントの変動があってから1年間である。これとは別に、利用期間が定めてられている期間限定ポイントや利用期間や利用先が限定されるストア限定ポイントがあり、これらのポイントは付与時に定められた期限までに使用しないと失効してしまう（ストア限定ポイントは付与した提携先以外では使用出来ない）。
なお、Tポイントが失効してからもポイントの変動がないままTカードの有効期限を経過すると、カード自体が失効しポイントを貯める事が出来なくなる。

### ショッピングに使用
Tポイントを提携先にしている実店舗やネットショッピングで利用できる。基本的に1ポイント=1円で利用できるが、提携先によっては特定日に還元率をあげているところもある。
2022年3月31日まではYahoo!ショッピングをはじめとするネットショッピング（LOHACO、GYAO!などヤフー関連など、netoff、マイナビなど）やYahoo!かんたん決済にもTポイントを使用することも出来た。

### 商品と交換に使用
Tサイトで雑貨の交換やTポイントを使って抽選に参加できる。提携先によってはサービスカウンターでお買い物割引券をTポイントで交換するサービスも行われている。

### 提携ポイント等への交換
ANAマイレージクラブやPayPayポイントなどの提携ポイント等へ交換することができる。

### 換金
100ポイント=85円でYahoo!ウォレットのサービスを通じて換金することが出来たが、2022年3月31日をもって終了した。Tポイントを換金するためにはYahoo!ウォレットにPayPay銀行の口座を登録している場合に限られ、1,000ポイント以上から申し込みを受けつけていた。また、手続きから口座入金まで2週間前後かかっていた。

### ポイントを使って寄付する
Tポイント募金
1ポイント1円で1円単位でインターネットを通じて各種募金への寄付が可能。

### 投資
SBIネオモバイル証券やSBI証券ではTポイントを利用して株式の購入や投資信託が行える。

### 退会
Tカードから退会する場合は、CCCの公式サイトに記載されている解約申請書を印刷し、本人確認書類を同封して簡易書留郵便で送付する必要がある。Web上からTサイト会員の解約をしてもTポイント全体の解約とはならない。

## Tマネー
Tマネー（ティーマネー）はCCCライフパートナーズ株式会社が運営する電子マネーのことである。2024年4月22日からはVマネーに改称された。
Tカードを提示して予めチャージを行うことによって、Tカードの提示によるTポイントの他にTマネーの決済によるTポイントも同時に貯めることができる。なお、Tマネーが利用できる提携先は一部のTポイント提携先に限られる。
ポイントは1ヶ月の利用金額の合計に対して500円（消費税込）ごとに1ポイントだが、1回の決済が500円未満であっても1ヶ月単位で合算の上でポイントが付与される。
2021年4月21日からはApple Pay・2021年5月26日からはAndroidに登録することでTポイント提携先ではないMasterCard加盟店やiD導入店でも利用できるバーチャルプリペイドカード「Tマネーかざして支払い」を導入していたが、2023年1月25日でサービスを終了している。
Tマネー導入先によっては特定日に一定金額以上のチャージや支払いをすることによってボーナスポイントが加算されるサービスも実施している。

## Tカードにより記録される情報
CCCが公開するT会員規約では、下記の個人情報を取得・保有することを記載している。
- 氏名、性別、生年月日、住所、電話番号、電子メールアドレス
- アンケート内容
- 提携先における利用履歴（商品名、金額、日時、場所）
- T会員ネットサービス登録状況やTカードの停止・退会状況
- ポイントに関する情報や電子マネーの情報
- クレジットカード番号
- 画像または音声によりその個人を識別できるもの
- T会員向けサービスの利用内容
- インターネットでのアクセス情報（ブラウザの種類・バージョン、オペレーティングシステム、プラットフォーム、閲覧履歴、サービス利用履歴）
- 意見、要望、問い合わせ等の内容
- IPアドレス、モバイル端末情報およびその位置情報
- その他個人情報保護法に基づくあらゆる個人情報

## クレジットカード・デビットカード・プリペイドカード・キャッシング/カードローン機能付きTカード
クレジットカード・デビットカード・プリペイドカード・キャッシング/カードローン機能付き会員証の場合はカード有効期限が会員証有効期限となり期限到来前に更新カードが送られてくるがカードの利用実績により更新カードが届かない場合がある。従来であれば1年ごとに更新手続きを行わなければならない会員証が自動的に更新される会員証となっており、その際の商品保障料などの費用もかからない。
ただし、レンタル機能はレンタル店で発行される会員番号の付与されたカードのみであり、その他のカードの場合はレンタル契約を改めて結ぶ必要がある。さらに、TSUTAYA店舗内外での利用にかかわらず、このカードでの支払いに対するポイントがTポイントとなり、TSUTAYA等で使用できる。
また、VISAブランドのクレジットカード・デビットカード・プリペイドカードが付加されたTカードは2018年11月1日からTマネーの機能が廃止されている。
なお、以下では主なものについて解説するが、クレジット機能付きTカードは下記以外にも多数発行されているので、現存するクレジットカードについてはTサイトを参照のこと。

### クレジット機能付きTカード

#### Tカードプラス
Tカードプラスは、大きく分けてアプラス版、オリコ版、ポケットカード版の3種類クレジットカード会社の物が存在。
TSUTAYA版は、TSUTAYA店舗（フランチャイズ会社）により提携しているカードが異なる（アプラスと契約している店舗では、ポケットカード版は作成できない）。アプラス版とオリコ版には、TSUTAYA版以外も存在する。いずれのカードも、青色と白色の2種類のカードが選べ、TSUTAYAレンタル更新料無料や、誕生日月レンタル半額などのTSUTAYAのサービスは同じである。また初年度無料。2年目以降年会費税抜500円であるが、年会費免除条件や、特典などは各カード会社ごとに異なる。また裏面の色が全て異なる。
Vポイントへのサービス変更に伴い、アプラス版に関しては2024年7月12日よりカード名称を「Vポイントカードプラス」に変更することを会員向けに案内している。
Tカードプラス（アプラス版）
株式会社アプラスが発行するカード。
Wカードの後継のカードで、2010年後半から発行が開始された。年会費は初年度無料。2年目以降は税込540円だが、条件次第で無料になる。
TSUTAYA店頭とWEBで入会可能。
当初はJCBブランドのみであったが、2011年6月よりVISAブランドの発行もされている。後述のように、アプラス発行のWカード所有者は2011年以降、更新カードがTカードプラスに切り替えられる。
Tカードプラスには、新規発行もしくはWカードからの切替発行の時期により、年会費無料条件の異なる2種類のカードが存在する（カードデザインは同じ）。
2013年4月頃までに発行したカードは年間50,000円以上のカード決済利用で無料に。それ以降に発行したカードは年間1回以上のカード決済利用で無料となる。
いずれもデザインや特典などは同じである。なお各カードの切り替えは出来なく、所持カードを一度解約後、新規申し込みが必要。
TSUTAYA版以外にも、最も多くの提携先を有しているカードがある。以下アプラス版・ライトブルーを参照。
Tカードプラス（アプラス版・ライトブルー）
株式会社アプラスが発行。
オリコ版同様に、カメラのキタムラ、富士シティオなども存在し、他ファミリーマート、ニッセン、ドラッグイレブン、レッドキャベツ、コンタクトのアイシティ、ドトールコーヒーショップ、エクセルシオール カフェ、ウエルシア/ドラッグてらしま/ウエルシアフジイ、牛角、point、ブックオフグループ、ワーナーマイカル・シネマズなどが存在する。
発行のTカードおよび、番号が「9100」・「9190」・「9200」から始まるTカードを所有する会員がWEBのみで入会可能。
サービスはTSUTAYA発行のTカードプラス（アプラス版）に準じる。JCBブランドのみ。
Tカードプラス（オリコ版）
株式会社オリエントコーポレーションが発行するカード。JCBブランドのみ。TSUTAYA版以外にもカメラのきむら・スタジオマリオ・カメラのキタムラ、Fuji（スーパー）・デリド・フルハウスがTカードプラスが存在し年会費永年無料である。2024年2月29日をもってキタムラ版、富士シティオ版のTカードプラスの発行受付は終了した。発行済のカードについては継続して利用可能。
Tカードプラス（ポケットカード版）
ポケットカード株式会社が発行するカード。JCBブランドのみ。年会費は年間1回以上のカード決済利用で無料となる。
ファミマTカードと同様契約当初はリボ専用クレジットカードとなっているので、一般のクレジットカードにするには契約の変更が必要。

#### Tカードプラスα
Tカードプラスαはアプラス発行。申込時20〜25歳で、TSUTAYA発行のTカード所有者および新規入会者がWEBのみで入会可能。年会費は5年間無料。最初の更新でTカードプラス（アプラス版）に切り替えられ、以降のサービスはTカードプラス（アプラス版）に準じる。JCBブランドのみ。

#### TカードプラスPhoto
TカードプラスPhotoは TカードプラスPhoto - TSUTAYA online にあるオリコが発行するクレジットカード。ペットの写真をクレジットカードのデザインにできる（写真の内容によっては受付できない場合がある）。2011年9月30日にT-SITEに案内が掲載され、10月1日よりTSUTAYA店頭のみで申込受付開始（申込受付店舗は一部店舗のみとなる）。TSUTAYA発行のTカード所有者および、新規入会者が申込可能。年会費は初年度無料。2年目以降年会費2100円。なお、現在Wカード、Tカードプラス会員は一旦解約した上で新規に申し込みをしなくてはならず、解約カードのポイントも新カードへ移行できない。JCBブランドのみ。

#### TSUTAYA Wカード
TSUTAYA WカードはTSUTAYA会員証にクレジットカードを付加したもの。通称Wカード。かつてはジャックスやジーシーとの提携カードが発行されていたが、2010年8月時点ではアプラスおよびファミマクレジット（現在はポケットカード）と提携しJCBブランドのカードを発行していた。カードの年会費等は永年無料である。
TSUTAYA発行のTカードプラスの受付開始に伴い、2010年9月27日（店頭では8月末）をもって下記の2社ともに入会受付を終了した。発行済のWカードは引き続き利用でき、2011年以降に期限を迎えるアプラス発行のWカード会員は更新時にTカードプラスが発行される。なお、現行のアプラス発行のWカード会員はTカードプラス発行から5年間は年会費が無料になることがあり、該当する会員は書面による通知がされているが、電話でも問い合わせが可能である。
TSUTAYA Wカード（アプラス版）
アプラス版のTSUTAYA Wカードでは2007年末までは、TSUTAYAでのレンタル料金をこのカードで支払うことにより、取引金額から10%割引で請求された。
これらの特典を備えたカードに2006年12月末時点で約408万人が入会しており、2006年だけでも約100万人もの新規会員を獲得している（CCC発表による）。これはアプラスの会員数の半数以上を占めている（アプラスのクレジットカード有効会員数は2006年9月時点で約656万人である）。
なお、これまで発行されていたWカードはTSUTAYAで発行されていたためレンタル機能が付与されていたが、TSUTAYAすみやで発行されているWカードはレンタル機能が付与されていない。レンタル利用するには、レンタル加盟のTSUTAYA店舗で本人確認書類を持参の上、申請用紙に記入して申し込むかTSUTAYAのホームページからWeb申し込みをする必要がある。
TSUTAYA Wカード（ファミマクレジット版）
ファミマクレジット版のTSUTAYA Wカードも2008年4月にWebページが開設された。これによりファミマクレジットからは、2種類のクレジット機能Tカードが発行されていることになる。公式サイトにて、Webにてカード発行手続きが出来るようになっていたが、ファミマTカード所有者は登録できなかった。

#### ファミマTカード
ファミマTカードは、ポケットカード株式会社が2007年11月20日より発行しているクレジットカードで、Tカード機能を付与したもの。高校生・18歳未満向けを含め、クレジット審査が必要のないクレジット機能なしのポイントカードもある。これによりファミマカードの発行を廃止した。ファミマカードと比較すると、ファミマTカードはクレジットポイントが半減しICチップが無くなった代わりに、ポイントの引き落としの煩わしさがなくなった。
ファミマTカードの特有機能としては、ファミリーマートでのカードの日（毎週火曜日、土曜日）にクレジット払いであるとクレジットポイントが3倍、「今お得」ラベルが付いた商品が会員価格で買えるなどがあることであった。ただし、2010年3月2日より特典内容が変わり、カードの日（毎週火曜日、土曜日）が「Tポイント2倍デー」となり、上記のカードの日会員割引とクレジット払い時のポイント3倍は廃止され、通常時貯まるTポイント（100円で1ポイント）が2倍（100円で2ポイント）貯まるようになった（「今お得」ラベルが付いた商品が会員価格で買える特典はそのまま継続される）。

#### エヌタスTカード
エヌタスTカードは、株式会社エヌタスが発行する地域ICカード。長崎自動車では「地域創生型ICカード」と称している。名称は長崎の「N」と「+」を組み合わせたもので、カードにも「N+」のロゴが描かれている。
長崎自動車グループのバス・タクシーで利用可能な交通系ICカード、ショッピングで利用できる電子マネー機能と、Tポイントカードを一体化させたもので、長崎自動車グループが長崎スマートカードの代替として導入するICカード乗車券である。
2019年8月1日に会員募集を開始した。クレジット機能付カードは公式サイトからも申し込み可能。
ICカード残高は「エヌタスマネー」と呼ばれ、長崎バスなどでの交通ストアードフェア（SF）利用や、長崎地区の加盟店舗でのショッピング電子マネーとして利用可能。また、エヌタスマネーとは別にTマネーもチャージ可能である。クレジットカード機能有無にかかわらずTポイントが貯まるのが特徴。
クレジット機能なしのカードは記名式、無記名式ともにデポジット500円を含め2000円で発売。また、1回のチャージでの最大額は49000円までで、残高の上限は50000円である。
クレジット機能付きエヌタスTカードはオリエントコーポレーションが発行。みらい長崎ココウォークのクレジットカード「ココカラーカード」の代替も兼ねている。またバス降車時、タクシー運賃支払時・買い物決済時のオートチャージにも対応している。
ポイント還元率は、バス利用が100円ごとに1ポイント、タクシー利用が200円ごとに1ポイント。将来的には長崎市と連携して福祉交通サービスにも適用予定。貯まったTポイントを交換してエヌタスマネーにチャージすることができる。また、長崎県美術館や長崎歴史文化博物館ではエヌタスマネーの利用で割引料金となる。
ICカード乗車券としては、2019年9月16日より長崎自動車・さいかい交通の2社において使用開始。このため、長崎自動車・さいかい交通においては、長崎スマートカードを前日の9月15日をもって販売終了、同年12月27日をもって廃止された。
なお、同じ長崎自動車グループの島原鉄道・五島自動車では現在のところエヌタスTカードは導入されておらず、両社は「いずれは導入を検討する」としている。
島原鉄道では、2020年6月30日に長崎スマートカードの販売を終了、同年9月30日をもって廃止された。これ以降はICカード自体使用できない状態となる。島原鉄道は当初、長崎スマートカードの後継として「nagasaki nimoca」を導入することを表明していたが、その後長崎自動車グループ入りしたために「nagasaki nimoca」導入は白紙となり、長崎スマートカードの終了までに新カード導入の目処が立たなくなったという経緯がある。そのため長崎スマートカード廃止時に紙製回数券を復活している。
長崎交通圏（長崎タクシー共同集金管轄）内の各タクシー会社では「エヌタスTカード」を導入したが、約4年後の2023年12月24日に決済機器に利用していたソフトバンクの3Gサービス終了に伴い、一転して「エヌタスTカード」の使用ができなくなる事態となった。利用再開時期は未定としている。

片利用等の状況

2020年2月16日からは「エヌタスTカード」エリアが「SUGOCA」エリアに含まれ、長崎県内の長崎自動車グループ以外の事業者が導入し始めている「nagasaki nimoca」をはじめ、SUGOCAと相互利用可能な全国の交通系ICカード（Suica、PASMO、はやかけんなど）の利用も可能となった。ただし、エヌタスTカードを「nagasaki nimoca」エリアや「SUGOCA」エリアなどで利用することは出来ない。

##### 株式会社エヌタス
株式会社エヌタスは、長崎自動車（56%出資）がカードの理念に賛同した出資者を募り、2018年7月2日に設立。設立時には長崎自動車のほか、株式会社九州TSUTAYA、オリエントコーポレーションをはじめ、十八銀行（現：十八親和銀行）および傘下の十八総合リース（現・FFGリース）、長崎産業の計6社が株主として名を連ねた。法人番号は、9310001015643。

### ブランドデビット機能付きTカード

#### デビットTカード スルガバンク
スルガ銀行Tポイント支店に口座開設した際に発行されるVISAデビットカード。愛称として、Visaデビット Tカードの名称もつけられている。Vポイントカード（デビットVポイントカード スルガバンク、愛称・スルガVポイントデビット）への移行は、支店名がVポイント支店に改称された2024年9月2日以降、順次実施される。

#### JNB ファミマTカード
かつて、PayPay銀行がジャパンネット銀行時代にファミリーマートと提携して発行していたVISAデビットカード。
発行済カードの利用者に対してはファミリーマートとの提携終了後も再発行や有効期限到来に伴う更新カードは継続してTカード付帯型で発行されていたが、2022年8月23日をもってTカード付帯型での発行を終了。それに先立ち2022年6月30日をもってVISAデビットによる決済に対してTポイントの付与を取り止め、PayPayポイントの付与に変更された。
発行済のTカード付帯型VISAデビットカードのTカード部分はカード記載の有効期限まで利用可能だが、紛失等によってVISAデビットカードを無効にした場合はその時点でTカードも無効になるため、予め別のTカードにポイントを移行させるか、VISAデビットカードに記載されたTカード番号をYahoo!JAPANのアカウントに登録してモバイルTカードでの利用ができるように案内を行っている。

### ブランドプリペイド機能付きTカード

#### ソフトバンクカード
SBペイメントサービスが発行する、VISAプリペイドカード。有効期限後は、バーチャルカードの利用か、有償での差し替えカードでの利用となる。期限切れのカードについては、ポイントカードとしては引き続き利用できる。

### キャッシング/カードローン機能付きTカード

#### Tポイント付きリザーブドローンカード
スルガ銀行が2011年から提供しているリザーブドローン（カードローン）にTカードの機能が付加されたもの。
2024年9月2日以降の申し込みは、「Vポイント付きカードローン」に変更を予定している（同日以前から発行されているカードは、原則Tカードのまま、2024年4月22日以降はVポイントが付与される形で利用する）。

#### モビットカード（Tカード一体型）
三井住友カードが発行する、SMBCモビットカードにTカード機能を付加したもの。

## 主な提携先
Tポイントは、様々な分野・業種と提携している。以下はその一部。

### 映像・音楽・書籍（新聞）
- TSUTAYA
- 蔦屋書店　一部は楽天ポイントが貯まる
- TSUTAYA オンラインショッピング
- OIL by 美術手帖
- TSUTAYA DISCAS
- 復刊ドットコム
- WonderGOO・新星堂
- Honya Club With
- SHOWROOM
- BookLive!
- マイナビBOOKS
- 毎日新聞

### エンターテイメントサービス
- Ameba
- TSUTAYA オンラインゲーム
- WINTICKET

### ホテル・旅行関連
- Tトラベル
- Airbnb

### カメラ・写真・素材
- カメラのキタムラ

### スポーツ
- ニューバランス
- 水戸ホーリーホック
- 鹿児島高牧カントリークラブ
- 柏レイソル
- アシックス

### コンビニ
- ファミリーマート（スマートフォンの「ファミペイ」アプリにTカードの情報を登録すれば店頭でアプリを提示するだけで別途カードの提示は不要）

### スーパー
- マルエツ・マルエツプチ・リンコス
- マミーマート
- 富士シティオ
- 東武ストア・マイン・フエンテ
- リウボウストア
- ヤオマサ
- Aコープ（関東・近畿地方のみ）
- エレナ（モバイルTカードのみ利用可能）

### 百貨店
- デパートリウボウ

### ドラッグストア
- ウエルシア・ハックドラッグ
- ウエルシア ダックス
- ハッピードラッグ
- マルエドラッグ
- 金光薬品
- コクミン
- ドラッグユタカ
- よどやドラッグ

### ホームセンター
- 島忠ホームズ
- ホームセンターみつわ

### 家電
- エディオン
- 日立チェーンストール

### ネットショッピング
- TSUTAYA オンラインショッピング
- T-SITE SHOPPING
- UNiCASE
- GREEN DOG
- カメラのキタムラネットショップ
- ネットオフ
- マイナビBOOKS
- ウエルシアドットコム
- 東武ストアネットショップ
- りうぼうネットスーパー

### 飲食関連
- すかいらーくグループ
  - ガスト
  - バーミヤン
  - 夢庵
  - ステーキガスト
  - ジョナサン
  - から好し
  - とんから亭
- 吉野家・そば処吉野家
- 牛角
- ロッテリア
- ステーキ宮
- 食べログ
- ドトールコーヒー（2019年4月19日に一度撤退したが、2023年8月1日より一部店舗を除いてモバイルTカードに限り取り扱いを再開）

### デリバリー
- すかいらーくグループ
  - ガストの宅配
  - バーミヤンの宅配
  - ジョナサンの宅配

### ファッション
- 洋服の青山
- THE SUIT COMPANY
- ファミリア

### 眼鏡・コンタクト
- 眼鏡市場
- ALOOK
- コンタクトのアイシティ

### インターネット総合
- Yahoo! JAPAN／その他ネット提携サービス（2020年5月13日、Yahoo! JAPAN ポイントクラブにおけるJCB・クレディセゾンとのTポイント交換サービス終了）
- マイナビ

### 通信
- トーンモバイル

### 車関連
- ENEOS（セルフ式スタンド専用の決済ツール『EneKey』にTカードを登録すれば、利用の都度Tカードを用意しなくてもポイントの加算・利用が可能）
- ニッポンレンタカー
- オートバックス
- メルセデス・ベンツ（2020年1月1日サービス休止）
- カレコ カーシェアリングクラブ

### 交通
- エヌタス
- 東京無線
- 得タク
- VIPライナー
- 全日本空輸 - ANAマイレージクラブのマイル→Tポイントへの交換[62]

### 宅配・引越・不動産
- ミニミニ
- 賃貸住宅サービス
- ヤマト運輸（2021年3月31日をもってサービス終了[63]）

### エネルギー（電気・ガス）
- 西部ガス
- 伊藤忠エネクスHLネットワーク・エコア
- ENEOSでんき・ENEOS都市ガス
- Misumi

### 住まい・暮らし
- LIXIL
- MADOショップ（YKK AP）
- シャディ・サラダ館

### 金融機関
- PayPay銀行（2019年5月20日をもってTカード付きデビットカードの新規発行受付を終了しているが、発行済カードによるTポイントの加算・利用は2022年6月までは可能）
- 住信SBIネット銀行Tポイント支店（T NEOBANK）→Vポイント支店（V NEOBANK）
- 青森銀行
- 足利銀行
- 常陽銀行
- スルガ銀行Tポイント支店→Vポイント支店
- 但馬銀行
- SBI新生銀行
- きらやか銀行
- 仙台銀行
- 福邦銀行
- 宮崎太陽銀行

### 決済・金融サービス
- アプラス
- オリコ
- SBI証券
- SBI損保
- ニッセン・クレジットサービス
- ポケットカード
- 三井住友カード

## Yahoo! JAPANとの提携と解消
新会社の設立・事業移管は、Yahoo! JAPANとの戦略的包括提携に基づくものであった。既に2010年から始めていた提携関係を包括的なものとし、両社の強みとなる部分に事業資源を集約する狙いがあった。
2013年6月4日に両社が記者発表し、同年7月1日付でYahoo! JAPAN独自のポイントをTポイントに移行させる代わりに、TポイントのウェブサービスにおけるIDをYahoo! JAPANのIDに移行させることになった。また、両社が強みとする分野を生かし、Tポイントの利用を広げることも目指す。
2021年12月1日、ヤフーは2022年3月31日で同社運営サービスでのTポイントの付与や利用を終了し、同年4月1日からソフトバンクグループが手がけるPayPayボーナス（現・PayPayポイント）への付与に切り替えると発表した。なお、一部サービス（Yahoo!ズバトク・Yahoo!ネット募金）でのTポイント付与や利用、ヤフー・CCC間での情報連携は継続する。
2022年3月末、ソフトバンクとZホールディングスは合わせて35%弱保有していた株式をすべてCCC側に売却し、資本関係も解消した。

## 物議を醸した事例
裁判所の令状発布があった場合とは別に、捜査機関（警察や検察庁）から捜査関係事項照会書が出された際にも会員情報を提供していたことが2019年1月20日に報道された。CCCは翌21日にこの事実を認めた。以前は裁判所の令状によってのみ会員情報を提供していたが、2012年から捜査関係事項照会書が出された際にも会員情報を提供するようになった。またCCCは同日付でその取扱いの変更に基づき、個人情報保護方針の改訂（現状追認）を行った。

## テレビ番組
- 日経スペシャル ガイアの夜明け 争奪!買い物ポイント～眠る10兆円を掘り起こせ～（2009年8月25日、テレビ東京）[73] - 強者連合の顧客囲い込み戦略を取材。